# Marijan Hržić
Marijan Hržić, (Zagreb, 8. siječnja 1944.) hrvatski suvremeni arhitekt i urbanist.

## Životopis
Diplomirao je 1967. na studiju arhitekture i urbanizma na Arhitektonskom fakultetu Sveučilišta u Zagrebu, magistrirao 1981. na istom fakultetu gdje je i doktorirao 1988. godine. Na Arhitektonskom fakultetu je i redoviti profesor u trajnom zvanju. Osamdesetih godina 20. stoljeća bio je i urednik stručnog časopisa Arhitektura. Aktivan je i u istraživačkom radu na uglednom američkom sveučilištu Johns Hopkins. Vodi arhitektonski ured – Atelier Hržić. Dobitnik je najviših stručnih nagrada (Nagrada Zagrebačkog salona – tri puta, Velika nagrada Zagrebačkog salona, Nagrada Viktor Kovačić, Nagrada Vladimir Nazor – tri puta, Savezna Borbina nagrada – dva puta). Za kulturno stvaralaštvo na području arhitekture odlikovan je Redom Danice Hrvatske s likom Marka Marulića. 2013. godine dodijeljena mu je nagrada Viktor Kovačić za životno djelo, Udruženja hrvatskih arhitekata.

## Djela
- Nacionalna i sveučilišna biblioteka, Zagreb (s D. Mance, Z. Krznarić, V. Neidhardt)
- Gaj urni – Krematorij, Mirogoj, Zagreb (s D. Mance, Z. Krznarić)
- Sportsko-poslovni kompleks Cibona, Zagreb (s I. Piteša, B. Šerbetić)
- Zgrada "D" Fakulteta elektrotehnike i računarstva, Zagreb
- Poslovna zgrada "Ingra-Elektroprojekt", Zagreb (s I. Kolbach)
- Rekonstrukcija Južne kule, Medvedgrad, Zagreb[7][8]
- Rekonstrukcija kompleksa Tvornice duhana Rovinj, Rovinj
- Galerija Adris, Rovinj (s R. Bunjevac)
- Poslovni toranj Eurotower, Zagreb
- Rekonstrukcija hotela Istra, Crveni otok, Rovinj
- Višenamjenska gradska dvorana Krešimira Ćosića, Zadar

- Eurotower, Zagreb
- Košarkaški centar Krešimir Ćosić, Zadar
- Cibonin toranj, Zagreb